# Coupe du monde de slalom de canoë-kayak 2014
Navigation
Coupe du monde de slalom 2013 Coupe du monde de slalom 2015
La 27e coupe du monde de slalom en canoë-kayak, organisée par la Fédération internationale de canoë, se déroule du 6 au 17 août 2014.

## Calendrier
| Date          | Ville           | Pays        |
| ------------- | --------------- | ----------- |
| 6 au 8 juin   | Londres         | Royaume-Uni |
| 13 au 15 juin | Tacen           | Slovénie    |
| 20 au 22 juin | Prague          | Slovaquie   |
| 1 au 3 août   | La Seu d'Urgell | Espagne     |
| 15 au 17 août | Augsbourg       | Allemagne   |

## Résultats

### 1remanche: Lee Valley
| Event                  | Or                                                                                                  | Temps  | Argent                                                                                         | Temps  | Bronze                                                      | Temps  |
| C-1 hommes             | David Florence                                                                                      | 99.87  | Matej Beňuš                                                                                    | 103.20 | Michal Martikán                                             | 103.82 |
| C-1 femmes             | Mallory Franklin                                                                                    | 122.44 | Eilidh Gibson                                                                                  | 132.24 | Teng Qianqian                                               | 134.87 |
| C-2 hommes             | Slovénie Luka Božič Sašo Taljat                                                                     | 106.57 | Allemagne Franz Anton Jan Benzien                                                              | 108.83 | Slovaquie Ladislav Škantár Peter Škantár                    | 109.39 |
| K-1 hommes             | Boris Neveu                                                                                         | 95.19  | Vít Přindiš                                                                                    | 97.53  | Mateusz Polaczyk                                            | 97.70  |
| K-1 femmes             | Li Lu                                                                                               | 110.64 | Corinna Kuhnle                                                                                 | 111.03 | Jessica Fox                                                 | 111.18 |
| C-1 hommes par équipes | Royaume-Uni David Florence Thomas Quinn Ryan Westley                                                | 113.21 | Slovaquie Michal Martikán Alexander Slafkovský Karol Rozmuš                                    | 113.29 | Slovénie Benjamin Savšek Anže Berčič Luka Božič             | 116.15 |
| C-1 femmes par équipes | Royaume-Uni Mallory Franklin Jasmine Royle Eilidh Gibson                                            | 176.28 | Chine Cen Nanqin Teng Qianqian Chen Shi                                                        | 177.93 | France Caroline Loir Oriane Rebours Claire Jacquet          | 217.54 |
| C-2 hommes par équipes | Royaume-Uni David Florence & Richard Hounslow Rhys Davies & Matthew Lister Adam Burgess & Greg Pitt | 135.62 | Tchéquie Ondřej Karlovský & Jakub Jáně Tomáš Koplík & Jakub Vrzáň Jonáš Kašpar & Marek Šindler | 232.19 | -                                                           |        |
| K-1 hommes par équipes | Royaume-Uni Richard Hounslow Joseph Clarke Thomas Brady                                             | 108.71 | France Boris Neveu Étienne Daille Mathieu Biazizzo                                             | 110.39 | Espagne Joan Crespo (es) Samuel Hernanz Alberto Díez-Canedo | 112.45 |
| K-1 femmes par équipes | Royaume-Uni Fiona Pennie Bethan Latham Mallory Franklin                                             | 134.78 | France Carole Bouzidi Nouria Newman Émilie Fer                                                 | 140.20 | Espagne Maialen Chourraut Irati Goikoetxea Marta Martínez   | 144.31 |

### 2emanche: Tacen
| Event                  | Or                                                                                           | Temps  | Argent                                                  | Temps  | Bronze                                                  | Temps  |
| C-1 hommes             | Benjamin Savšek Slovénie                                                                     | 104.94 | Michal Martikán Slovaquie                               | 106.06 | Luka Božič Slovénie                                     | 106.54 |
| C-1 femmes             | Jessica Fox Australie                                                                        | 120.69 | Kateřina Hošková Tchéquie                               | 136.12 | Teng Qianqian Chine                                     | 141.52 |
| C-2 hommes             | Slovaquie Ladislav Škantár Peter Škantár                                                     | 111.24 | Slovénie Luka Božič Sašo Taljat                         | 112.50 | Tchéquie Jonáš Kašpar Marek Šindler                     | 116.46 |
| K-1 hommes             | Fabian Dörfler Allemagne                                                                     | 97.12  | Andrea Romeo Italie                                     | 97.32  | Sebastian Schubert Allemagne                            | 98.51  |
| K-1 femmes             | Jana Dukátová Slovaquie                                                                      | 111.24 | Jasmin Schornberg Allemagne                             | 113.83 | Corinna Kuhnle Autriche                                 | 114.14 |
| C-1 hommes par équipes | Australie Robin Jeffery Ian Borrows Christian Fabris                                         | 128.53 | France Pierre-Antoine Tillard Martin Thomas Cédric Joly | 135.57 | Tchéquie Lukáš Rohan Vítězslav Gebas Jan Mašek          | 137.04 |
| C-1 femmes par équipes | Chine Cen Nanqin Teng Qianqian Chen Shi                                                      | 262.44 | -                                                       |        | -                                                       |        |
| C-2 hommes par équipes | Allemagne Robert Behling & Thomas Becker Kai Müller & Kevin Müller Franz Anton & Jan Benzien | 139.49 | -                                                       |        | -                                                       |        |
| K-1 hommes par équipes | Allemagne Sebastian Schubert Fabian Dörfler Alexander Grimm                                  | 109.52 | France Benjamin Renia Benoît Peschier Benoît Guillaume  | 111.51 | Pologne Mateusz Polaczyk Rafał Polaczyk Dariusz Popiela | 112.34 |
| K-1 femmes par équipes | Allemagne Jasmin Schornberg Melanie Pfeifer Ricarda Funk                                     | 130.54 | France Marie-Zélia Lafont Pauline Guiet Josepha Longa   | 145.57 | Slovénie Urša Kragelj Eva Terčelj Ajda Novak            | 151.33 |

### 3emanche: Prague
| Event                  | Or                                                                                                  | Temps  | Argent | Temps  | Bronze                                                                                       | Temps  |
| C-1 hommes             | Michal Martikán Slovaquie                                                                           | 93.56  | David Florence Royaume-Uni                                                                                              | 95.43  | Benjamin Savšek Slovénie                                                                     | 95.59  |
| C-1 femmes             | Rosalyn Lawrence Australie                                                                          | 117.19 | Kateřina Hošková Tchéquie                                                                                               | 124.47 | Cen Nanqin Chine                                                                             | 128.30 |
| C-2 hommes             | Slovaquie Ladislav Škantár Peter Škantár                                                            | 100.30 | Pologne Piotr Szczepanski Marcin Pochwala                                                                               | 102.46 | Slovénie Luka Božič Sašo Taljat                                                              | 102.63 |
| K-1 hommes             | Hannes Aigner Allemagne                                                                             | 87.16  | Jiří Prskavec Tchéquie                                                                                                  | 90.35  | Michal Smolen États-Unis                                                                     | 92.06  |
| K-1 femmes             | Ricarda Funk Allemagne                                                                              | 99.38  | Katerina Kudejova Tchéquie                                                                                              | 99.80  | Stepanka Hilgertova Tchéquie                                                                 | 101.20 |
| C-1 hommes par équipes | Tchéquie Lukáš Rohan Vítězslav Gebas Jan Mašek                                                      | 109.37 | Allemagne Sideris Tasiadis Jan Benzien Franz Anton                                                                      | 109.90 | Royaume-Uni David Florence Mark Proctor Adam Burgess                                         | 110.02 |
| C-1 femmes par équipes | Tchéquie Kateřina Hošková Monika Jančová Martina Satková                                            | 152.67 | Chine Cen Nanqin Teng Qianqian Chen Shi                                                                                 | 178.12 | Royaume-Uni Kimberley Woods Jasmine Royle Eilidh Gibson                                      | 229.54 |
| C-2 hommes par équipes | Tchéquie Ondřej Karlovský & Jakub Jáně Jonáš Kašpar & Marek Šindler Jan Vetrovsky & Michael Matejka | 138.83 | Pologne Piotr Szczepanski & Marcin Pochwala Filip Brzezinski & Andrzej Brzezinski Michal Wiercioch & Grzegorz Majerczak | 179.92 | Allemagne Robert Behling & Thomas Becker Kai Müller & Kevin Müller Franz Anton & Jan Benzien | 187.68 |
| K-1 hommes par équipes | Allemagne Sebastian Schubert Fabian Dörfler Alexander Grimm                                         | 102.59 | Italie Daniele Molmenti Andrea Romeo Giovanni De Gennaro                                                                | 103.07 | Tchéquie Jiří Prskavec Vít Přindiš Ondřej Tunka                                              | 104.99 |
| K-1 femmes par équipes | Tchéquie Stepanka Hilgertova Katerina Kudejova Veronika Vojtova                                     | 121.06 | Australie Jessica Fox Sarah Grant Rosalyn Lawrence                                                                      | 121.43 | Russie Ekaterina Perova Marta Kharitonova Aleksandra Perova                                  | 127.76 |

### 4emanche: La Seu d'Urgell
| Event      | Or                                       | Temps  | Argent                                   | Temps  | Bronze                        | Temps  |
| C-1 hommes | Alexander Slafkovsky Slovaquie           | 98.06  | Matej Benus Royaume-Uni                  | 98.48  | Michal Martikán Slovaquie     | 99.16  |
| C-1 femmes | Jessica Fox Australie                    | 111.26 | Nuria Vilaeeeubla Espagne                | 117.09 | Rosalyn Lawrence Australie    | 121.39 |
| C-2 hommes | Slovaquie Ladislav Škantár Peter Škantár | 104.70 | France Pierre Labarelle Nicolas Peschier | 107.41 | France Pierre Picco Hugo Biso | 108.16 |
| K-1 hommes | Samuel Hernanz Espagne                   | 92.18  | Boris Neveu France                       | 92.24  | Sébastien Combot France       | 92.65  |
| K-1 femmes | Maialen Chourraut Espagne                | 101.36 | Corinna Kuhnle Autriche                  | 103.02 | Emilie Fer France             | 103.33 |

### Finale: Augsbourg
| Event                  | Or                                                                                           | Temps  | Argent                                                                                                   | Temps  | Bronze                                                                                         | Temps  |
| C-1 hommes             | Denis Gargaud Chanut France                                                                  | 97.75  | David Florence Royaume-Uni                                                                               | 98.57  | Matej Benus Slovaquie                                                                          | 100.07 |
| C-1 femmes             | Mallory Franklin Royaume-Uni                                                                 | 114.73 | Rosalyn Lawrence Australie                                                                               | 120.75 | Katerina Hoskova Tchéquie                                                                      | 121.25 |
| C-2 hommes             | France Gauthier Klauss Matthieu Péché                                                        | 108.80 | Allemagne Franz Anton Jan Benzien                                                                        | 109.50 | Royaume-Uni David Florence Richard Hounslow                                                    | 109.69 |
| K-1 hommes             | Sebastian Schubert Allemagne                                                                 | 92.35  | Joseph Clarke Royaume-Uni                                                                                | 95.49  | Mathieu Biazizzo France                                                                        | 96.71  |
| K-1 femmes             | Ricarda Funk Allemagne                                                                       | 104.52 | Stepanka Hilgertova Tchéquie                                                                             | 106.49 | Karolina Galuskova Tchéquie                                                                    | 107.14 |
| C-1 hommes par équipes | États-Unis Fabien Lefevre Casey Eichfeld Zachary Lokken                                      | 118.43 | Pologne Grzegorz Hedwig Alrkadiusz Niec Igor Sztuba                                                      | 118.87 | Slovaquie Michal Martikan Alexander Slafkovsky Karol Rozmus                                    | 123.61 |
| C-1 femmes par équipes | Royaume-Uni Mallory Franklin Jasmine Royle Eilidh Gibson                                     | 175.18 | France Caroline Loir Lucie Baudu Cécile Tixier                                                           | 198.80 | Allemagne Lena Stöcklin Karolin Wagner Elena Apel                                              | 240.86 |
| C-2 hommes par équipes | Allemagne Robert Behling & Thomas Becker Kai Müller & Kevin Müller Franz Anton & Jan Benzien | 132.58 | France Gauthier Klauss & Matthieu Péché Nicolas Scianimanico & Hugo Cailhol Yves Prigent & Loïc Kervella | 133.57 | Tchéquie Ondřej Karlovský & Jakub Jáně Jonáš Kašpar & Marek Šindler Tomas Koplik & Jakub Vrzan | 134.90 |
| K-1 hommes par équipes | France Mathieu Biazizzo Sebastien Combot Boris Neveu                                         | 105.03 | Allemagne Sebastian Schubert Fabian Dörfler Alexander Grimm                                              | 106.46 | Suisse Michael Kurt Lukas Werro Martin Dougoud                                                 | 107.37 |
| K-1 femmes par équipes | Allemagne Jasmin Schornberg Melanie Pfeifer Ricarda Funk                                     | 121.23 | Royaume-Uni Fiona Pennie Bethan Latham Mallory Franklin                                                  | 124.59 | Tchéquie Stepanka Hilgertova Katerina Kudejova Veronika Vojtova                                | 127.66 |

## Classement final
| Épreuve   | Or                             | Argent                  | Bronze                 |
| --------- | ------------------------------ | ----------------------- | ---------------------- |
| K1 hommes | Sebastian Schubert             | Vít Přindiš             | Hannes Aigner          |
| K1 femmes | Corinna Kuhnle                 | Jana Dukátová           | Ricarda Funk           |
| C1 hommes | Michal Martikán                | David Florence          | Matej Benus            |
| C1 femmes | Katerina Hoskova               | Rosalyn Lawrence        | Mallory Franklin       |
| C2 hommes | Ladislav Škantár Peter Škantár | Franz Anton Jan Benzien | Luka Božič Sašo Taljat |